# Bryans pijlstormvogel
Bryans pijlstormvogel (Puffinus bryani) is een soort stormvogel uit het geslacht Puffinus. Oorspronkelijk werd de soort tot de kleine pijlstormvogel (P. assimilis) gerekend. Uiterlijke verschillen en een DNA-onderzoek aan een individu dat in 1963 was verzameld op het eiland Midway, leidden tot de beschrijving van de nieuwe soort in 2011.

## Naamgeving
De soortaanduiding bryani eert Edwin Horace Bryan jr., die tussen 1919 en 1968 conservator was in het Bishop Museum in Honolulu.

## Beschrijving
De vogel is 25 tot 27 cm lang. Bryans pijlstormvogel is de kleinste bekende stormvogel. Hij is bovenaan zwart en onderaan wit. De snavel is blauwgrijs tot zwart, de poten zijn blauw. De beschrijving is gebaseerd op slechts één exemplaar.

## Verspreiding
Er ontbreekt informatie over de broed- en foerageergebieden van deze pijlstormvogel. Er zijn waarnemingen van enkelingen op de eilandengroep van Midway in het noordwestelijk deel van de Grote Oceaan en op de Bonin-eilanden ten zuiden van Japan, waar de vogel mogelijk broedt.

## Status
Bryans pijlstormvogel is in elk geval een zeldzame soort is, mogelijk met uitsterven bedreigd. De ontdekking van de soort op de Bonin-eilanden in 1997, bestaande uit zes individuen (1 levend en 5 dode exemplaren), bevestigt echter dat de soort nog bestaat. Daarna zijn in 2015 op andere eilanden in de buurt ca. 10 exemplaren waargenomen en minstens  een met een nest. De grootte van de totale populatie werd in 2018 door BirdLife International geschat op 50 tot 250 volwassen individuen. Invasieve zwarte ratten vormen een voortdurende bedreiging voor de broedvogelpopulaties. Om deze redenen staat deze soort als ernstig bedreigd (kritiek) op de Rode Lijst van de IUCN.